# إيمرسون هارينجتون
إيمرسون هارينجتون (بالإنجليزية: Emerson Harrington)‏ هو محامي وسياسي أمريكي، ولد في 26 مارس 1864 في مقاطعة دورشيستر في الولايات المتحدة، وتوفي في 15 ديسمبر 1945 في كامبريدج في الولايات المتحدة. حزبياً، نشط في الحزب الديمقراطي. وقد انتخب حاكم ماريلاند ‏.